# Wildwasser-Schwimmweltmeisterschaft
Wildwasser-Schwimmweltmeisterschaft ist ein unter dem Namen Whitewater Trophy (WWT) ausgetragener Bewerb in Lienz (Osttirol).
Der internationale Wettbewerb findet in dem größtenteils naturbelassenen Wildwasser des Gletscherflusses Isel statt. Seit der ersten Austragung im Jahr 2009 muss eine ca. 3,5 km langen Schwimmstrecke der Wildwasserschwierigkeitsskala 2–4 flussabwärts bewältigt werden. Die Athleten starten in Zweierteams in Minutenintervallen. Die Wettkämpfer müssen in kürzest möglicher Zeit an den über die Strecke verteilten und mit Zangen ausgestatteten Checkpoints das Erreichen der Streckenpunkte jeweils auf einer Karte markieren.